# Apolog
Der Begriff Apolog (griechisch ἀπόλογος apólogos) bezeichnete ursprünglich eine ‚märchenhafte Erzählung‘. Später verschob sich die Bedeutung des Wortes dahin, dass man mit ihm ‚lehrreiche Fabeln‘ bezeichnete, insbesondere solche moralisch-didaktischen Inhaltes. Kennzeichnend war dabei eine deutlich ausgesprochene Lehre am Schluss („Und die Moral von der Geschicht…“).
Georg Wilhelm Friedrich Hegel widmet der Problematik des Apologs eine kurze Betrachtung in seinen Vorlesungen über die Ästhetik.
Er definiert den Apolog folgendermaßen: „[Er] (…) kann für eine Parabel angesehen werden, welche den einzelnen Fall nicht nur gleichnisweise zur Veranschaulichung einer allgemeinen Bedeutung gebraucht, sondern in dieser Einkleidung selbst den allgemeinen Satz herbeiführt und ausspricht, indem derselbe wirklich in dem einzelnen Falle enthalten ist, der jedoch nur als ein einzelnes Beispiel erzählt wird. (…) In dem Apolog wird die Erzählung so weitergeleitet, daß ihr Ausgang die Lehre selber ohne bloße Vergleichung gibt, wie z. B. im »Schatzgräber«: Tages Arbeit, abends Gäste, Saure Wochen, frohe Feste Sei dein künftig Zauberwort.“ Als Beispiel für einen Apolog nennt er Goethes „Der Gott und die Bajadere“.
Das Wort Apolog ist zudem Bestandteil der Titel eines Werkes von Friedrich Adolf Krummacher („Apologen und Paramythien“), das 1809 erschien, sowie eines Werkes von Ernst Elias Bessler („Apologische Poesie“), das 1717 erschien.